# Palo Blanco
Palo Blanco – jednostka osadnicza w Stanach Zjednoczonych, w stanie Teksas, w hrabstwie Starr.